# Temenggungan (Banyuwangi)
Temenggungan is een bestuurslaag in het regentschap Banyuwangi van de provincie Oost-Java, Indonesië. Temenggungan telt 2271 inwoners (volkstelling 2010).